# Église Saint-Martin de Casefabre
Pour les articles homonymes, voir église Saint-Martin.
L'église Saint-Martin de Casefabre est une église de styles préroman et roman située à Casefabre, dans le département français des Pyrénées-Orientales.

L’église paroissiale Saint-Martin, d’origine préromane (il en reste une partie du mur nord et le plan du chevet), est remaniée aux XIe siècle et XIIe siècles. Un collatéral est ajouté au sud au XIIIe siècle ou au XIVe siècle. Au XIXe siècle, un nouveau portail a alors été percé dans l'abside médiévale.

## Situation
| \| Église Saint-Martin de Casefabre \| Situation par rapport aux sites préromans des Pyrénées-Orientales. |
| Église Saint-Martin de Casefabre                                                                          |

## Histoire
L'église Saint-Martin de Casefabre est mentionnée en 981 dans un précepte de Lothaire, roi des Francs. C'est alors une possession de l'abbaye bénédictine de Saint-Génis-des-Fontaines. De cette époque, n'ont survécu que quelques portions de mur au nord et le plan resserré au niveau du chœur de la nef. L'édifice est ensuite reconstruit au XIe et XIIe siècles et agrandi au XIIIe ou XIVe siècle. Enfin, au début du XIXe siècle, une nouvelle entrée a été créée du côté de l'abside.